# Pitouí variable septentrional
El pitouí variable septentrional (Pitohui kirhocephalus) és un ocell de la família dels oriòlids (Oriolidae).

## Hàbitat i distribució
Habita zones de matolls i bosc a la zona septentrional i sud-occidental de Nova Guinea.